# Live Earth
Live Earth este numele unei serii de concerte de muzică pop și rock, cu  prestații ale unui număr de aproximativ 150 de artiști, ce au loc în ziua de sâmbătă 7 iulie, 2007 (07/07/07) pentru a încuraja activismul împotriva încălzirii globale.

## Locații

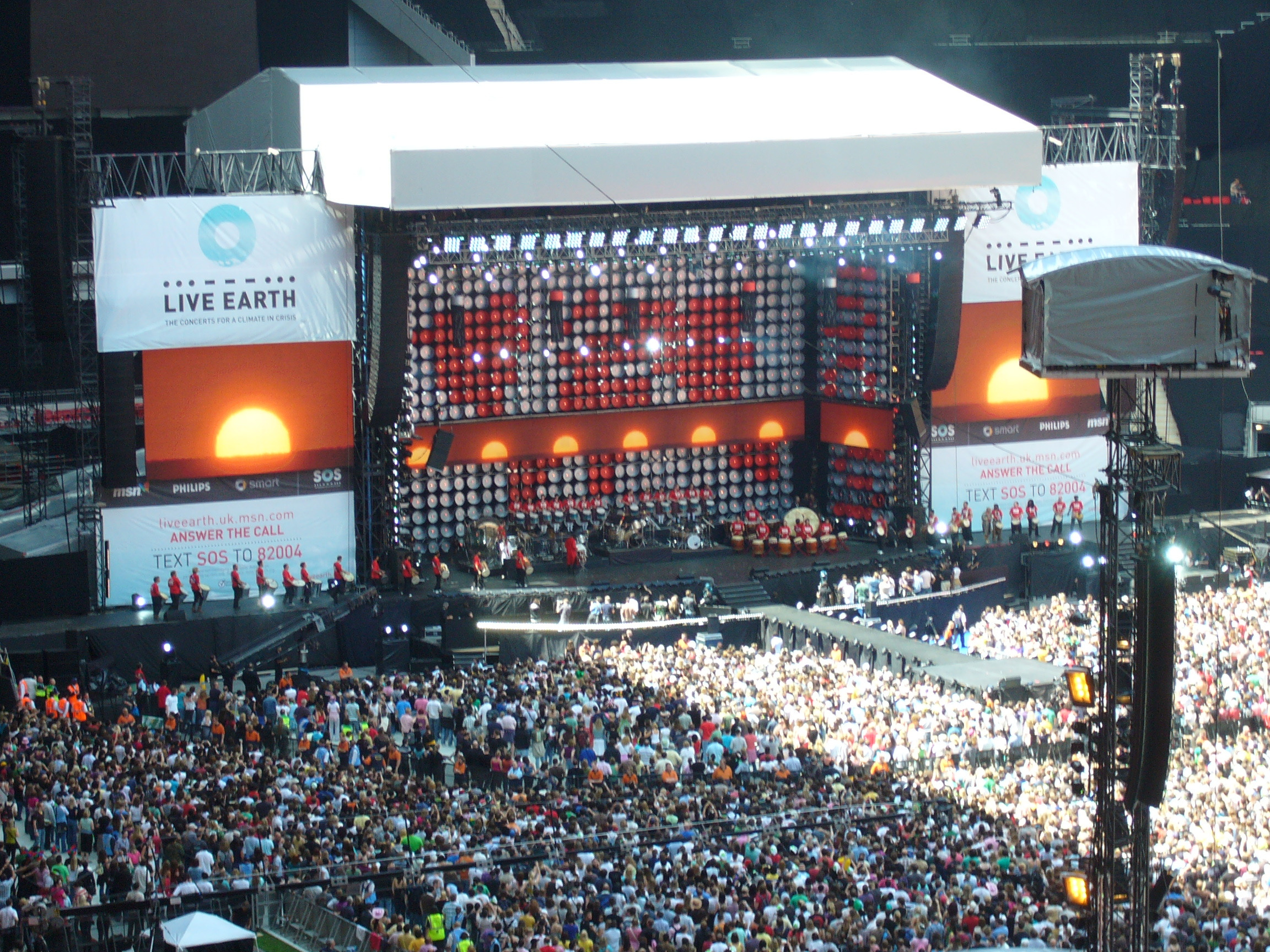
Live Earth, Wembley Stadium, Londra.

- New York City - SUA
- Washington, D.C. - SUA
- Londra - Marea Britanie
- Johannesburg - Africa de Sud
- Rio de Janeiro - Brazilia
- Shanghai - China
- Tokyo - Japonia
- Sydney - Australia
- Hamburg - Germania

## Informații
De asemenea, la stația de cercetare Rothera din Antarctica, formația Nunatak va presta pentru o mulțime de 17 oameni (întreaga populație a stației), pentru ca toate cele 7 continente să ia parte la acest eveniment global.
Au mai existat evenimente asemănătoare în ultimii 25 de ani (precum concertele Live Aid din 1985 și Live 8 din 2005), însă Live Earth este considerat cel mai mare eveniment la scară globală din istorie, cu peste 150 de artiști de talie mondială și cu o audiență de 2 miliarde de oameni.